# حشيشة المبارك الدونيانية
حشيشة المبارك الدونيانية (الاسم العلمي:Geum donianum) هي نوع غير مؤكد من النباتات تتبع جنس حشيشة المبارك من الفصيلة الوردية.